# Beli Orlovi

Abzeichen der Weißen Adler

Die Beli orlovi (serbisch-kyrillisch Бели орлови für Weiße Adler), auch bekannt als Šešeljevci („Šešeljs Männer“), Osvetnici („Rächer“) oder schlicht Četnici („Tschetniks“), war eine in den Jugoslawienkriegen von 1991 bis 1999 aktive paramilitärische Einheit im Gefolge der monarchistischen Serbischen Erneuerungsbewegung und der neofaschistischen Serbischen Radikalen Partei. Die Beli orlovi verfolgten das Ziel der serbischen „Rassenreinheit“ und propagierten einen unverhüllten Antisemitismus.
Die Einheit verübte zahlreiche Kriegsverbrechen an der nichtserbischen Bevölkerung. Die meisten Angehörigen der Einheit bezeichneten sich selbst als Tschetniks.

## Geschichte
Die paramilitärische Einheit wurde in den Jahren 1991/1992 von Dragoslav Bokan und Mirko Jović gegründet. Vojislav Šešelj sagte vor dem Internationalen Strafgerichtshof für das ehemalige Jugoslawien (ICTY) aus, dass die Einheit von Jović gegründet worden sei, er jedoch bald die Kontrolle verloren habe.
Den Namen Beli orlovi wählte man in Erinnerung an die gleichnamige Jugendorganisation der faschistischen ZBOR-Partei der 1940er-Jahre. Symbol und Namensgeber war das Wappentier Serbiens, der weiße gekrönte Doppeladler.

Abzeichen mit der Aufschrift BELI ORLOVI - I DESANTNI BATALJON (Weiße Adler - I Fallschirmjäger-Bataillon)

Während des Bosnienkriegs operierte die Einheit in den Bezirken von Sarajevo, Gacko, Doboj, Zvornik, Bileća, Višegrad, Modriča, Bosanska Krupa, Banja Luka und Prijedor.
Gemäß ICTY wurden von den Weißen Adlern zahlreiche Kriegsverbrechen während des Kroatienkrieges und des Bosnienkrieges begangen, das Massaker in Višegrad, Verbrechen in Foča, Gacko und weitere Verbrechen. Mehrere Mitglieder der Weißen Adler wurden vor dem ICTY angeklagt und zum Teil auch verurteilt, darunter auch Milan Lukić und Mitar Vasiljević.